# Korso vasútállomás
Korso vasútállomás Finnországban, Vantaa településen található.

## Vasútvonalak
Az állomást az alábbi vasútvonalak érintik:

## Kapcsolódó állomások
A vasútállomáshoz az alábbi állomások vannak a legközelebb:
- Rekola vasútállomás (Helsinki Central, Helsinki–Riihimäki-vasútvonal, T Helsinki - Riihimäki, K Helsinki - Kerava)
- Savio vasútállomás (Riihimäki vasútállomás, Helsinki–Riihimäki-vasútvonal, T Helsinki - Riihimäki)
- Savio vasútállomás (Kerava vasútállomás, K Helsinki - Kerava)